# Euwallacea destruens
Euwallacea destruens là một loài côn trùng trong họ Curculionidae. Loài này được Blandford miêu tả khoa học đầu tiên năm 1896.
Đây là loài gây hại của cây Swietenia macrophylla, phát triển phổ biến ở Indonesia.